# Березівська сільська рада (Ємільчинський район)
Березівська сільська рада (до 1971 року — Вербівська сільська рада) — колишня адміністративно-територіальна одиниця та орган місцевого самоврядування у Барашівському, Соколовському, Новоград-Волинському, Ємільчинському районах, Новоград-Волинській міській раді Коростенської і Волинської округ, Київської й Житомирської областей УРСР та України з адміністративним центром у с. Березівка (до 1971 року — с. Верби).

## Населені пункти
Сільській раді на час ліквідації були підпорядковані населені пункти:
- с. Березівка
- с. Верби
- с. Новосілка

## Населення
Відповідно до результатів перепису населення 1989 року, кількість населення ради, станом на 12 січня 1989 року, становила 643 особи.
Станом на 5 грудня 2001 року, відповідно до перепису населення України, кількість мешканців сільської ради становила 450 осіб.

## Склад ради
Рада складалась з 12 депутатів та голови.

## Керівний склад сільської ради
| ПІБ                        | Основні відомості                                                                | Дата обрання | Дата звільнення |
| -------------------------- | -------------------------------------------------------------------------------- | ------------ | --------------- |
| Козел Микола Миколайович   | Сільський голова, 1965 року народження, освіта, член Української Народної Партії | 26.03.2006   | 31.10.2010      |
| Денисюк Катерина Василівна | Сільський голова, 1967 року народження, освіта середня спеціальна, позапартійна  | 31.10.2010   |                 |

Примітка: таблиця складена за даними джерела

## Історія
Утворена 30 жовтня 1924 року, відповідно до рішення Волинської ГАТК № 11/6 «Про виділення та організацію національних сільрад», як Вербівська сільська рада з адміністративним центром у с. Верби, в складі с. Верби, хутора Рудокопи, колонії Микулинці, слободи Гринжовка та урочища Козій Лісок ліквідованої Євгенівської сільської ради Барашівського району Житомирської округи.
19 січня 1933 року до складу ради включено х. Царів Борок Симонівської сільської ради. Станом на 1 жовтня 1941 року х. Рудокопи, кол. Микулинці, слоб. Гринжовка та ур. Козій Лісок зняті з обліку населених пунктів.
Станом на 1 вересня 1946 року сільська рада входила до складу Барашівського району Житомирської області, на обліку в раді перебувало с. Вербівка та х. Червоний Бір.
11 серпня 1954 року раду ліквідовано, населені пункти та територію передано до складу Симонівської сільської ради Барашівського району. Відновлена 20 травня 1963 року, в складі Ємільчинського району, з підпорядкуванням сіл Верби, Червоний Бір Симонівської сільської ради та Березівка й Новосілка Киянської сільської ради Ємільчинського району.
11 січня 1971 року, відповідно до рішення Житомирського облвиконкому «Про перенесення центрів Вербівської і Чмелівської сільських рад Ємільчинського району», адміністративний центр ради було перенесено до с. Березівка з відповідним перейменуванням ради на Березівську та підпорядкуванням сіл Березівка, Верби, Новосілка та Червоний Бір. Останнє, 17 вересня 1998 року, було передане до складу Симонівської сільської ради Ємільчинського району.
Станом на 1 січня 1972 року сільська рада входила до складу Ємільчинського району Житомирської області, на обліку в раді перебували села Березівка, Верби, Новосілка та Червоний Бір.
Припинила існування 23 грудня 2016 року через об'єднання до складу Барашівської сільської територіальної громади Ємільчинського району Житомирської області.
Входила до складу Барашівського (30.10.1924 р., 1941 р.), Соколовського (3.06.1930 р.), Новоград-Волинського (15.09.1930 р.), Ємільчинського (20.05.1963 р.) районів та Новоград-Волинської міської ради (1.06.1935 р.).